# جانی سکا
جانی سکا (انگلیسی: Johnny Sekka؛ ۲۱ ژوئیهٔ ۱۹۳۴ – ۱۴ سپتامبر ۲۰۰۶) یک هنرپیشه اهل بریتانیا بود.
از فیلم‌ها یا برنامه‌های تلویزیونی که وی در آن نقش داشته است می‌توان به رسالت در نقش بلال حبشی، چارلی چان و نفرین ملکه اژدها و خارطوم اشاره کرد.